# Nigel Stepney
Pour les articles homonymes, voir Stepney.
Nigel Stepney, né le 14 novembre 1958 et mort le 2 mai 2014 à Ashford, dans le Kent,, est un mécanicien anglais qui a exercé dans le milieu de la Formule 1. Personnalité emblématique de la Scuderia Ferrari pour laquelle il travaille de 1993 à 2007, occupant longtemps le poste de chef-mécanicien, il était depuis juin 2007 au cœur d'une enquête judiciaire sur une tentative présumée de sabotage des monoplaces italiennes ainsi que sur le partage d'informations confidentielles pour le compte d'une écurie adverse.

## Biographie

### De mécanicien à cadre de Ferrari
Venu au sport automobile par le biais du championnat d'Europe des voitures de tourisme, Nigel Stepney commence à travailler en Formule 1 à la fin des années 1970 au sein de l'écurie Shadow. Après neuf années passées chez Team Lotus de 1980 à 1988, il rejoint Benetton Formula où il reste jusqu'en 1991.
En 1992, à la demande du pilote Nelson Piquet (qu'il a côtoyé chez Lotus puis Benetton), il prend les commandes de la nouvelle écurie de Formule 3000 Piquet Racing. L'expérience ne dure qu'un an et début 1993, Stepney retourne en Formule 1, au sein de la Scuderia Ferrari.
Chez Ferrari, Stepney accède rapidement au rôle de chef mécanicien puis à celui de manager technique des équipes de course et de test, un rôle qui lui vaut au début des années 2000 d'être régulièrement cité dans la presse spécialisée comme l'un des personnages clés du dispositif mis en place par Jean Todt qui écrase alors le championnat du monde. Moins connu du grand public, il se fait tout de même remarquer à l'occasion du Grand Prix d'Espagne 2000 quand il est renversé par son pilote Michael Schumacher à l'occasion d'un arrêt au stand tumultueux.
Au cours de l'intersaison 2006-2007, Stepney, mécontent de la refonte de l'organigramme de la Scuderia Ferrari consécutive à la promotion de Jean Todt et au départ de Ross Brawn, exprime ouvertement son désir de quitter l'équipe. Il reste au sein de l'équipe italienne, mais à un poste différent, qui ne l'amène plus à se déplacer sur les Grands Prix.

### L'affaire Stepney
Le 21 juin 2007, la presse révèle que, à la suite d'une plainte de Ferrari, le procureur de Modène ouvre à son encontre une enquête judiciaire. La cause de cette enquête, qui n'est pas initialement divulguée, est liée à une tentative de sabotage des monoplaces Ferrari quelques jours avant le Grand Prix automobile de Monaco 2007, une poudre blanche ayant été découverte à proximité des réservoirs des voitures. Interrogé par la presse sur le sujet quelques jours plus tard, Stepney nie ces accusations.
Le 3 juillet 2007, l'affaire connaît un nouveau développement avec l'annonce par la Scuderia Ferrari qu'elle porte plainte contre Nigel Stepney pour communication d'informations confidentielles sur la Ferrari F2007 à Mike Coughlan, designer en chef de l'écurie britannique McLaren Racing. Le matin même, Ferrari annonce le licenciement de Stepney à l'issue d'une enquête interne.
Le 13 mai 2010, le procès civil de Nigel Stepney s'ouvre en Italie, à la cour de Sassuolo, dans la région de l’Emilie-Romagne. Le procès démarre sans la présence de Stepney. Le 29 septembre, il est condamné à 20 mois de prison et 600 euros d'amende, peine qu'il n'effectue pas compte tenu du système pénal prévalant en Italie.